# 布兰妮·休斯顿
布兰妮·休斯顿（Britney Houston）是一名美国歌手、異裝皇后和网络红人。她因恶搞流行视频而著名，在原始视频发布几天之内就将恶搞视频贴到Youtube上面。她在吉屋出租公司开始创作她自己的恶搞视频。
她有几个超过100万人次点击率的恶搞视频，其中，她恶搞蕾哈娜的歌《伞》有超过200万的点击率。在她的模仿小野猫的歌《当我长大了》的恶搞版之中，休斯顿又找来四位異裝皇后来充当“布兰妮小猫女”。休斯顿曾在2008年MTV电视试点编排主演过，但未被采纳。她录制了歌曲“观众离开”，这是由乔尼·麦戈文编写和制作的一首歌，并预计将该歌放进他的新精选集之中， 现在正在制作原始素材阶段。